# Ron Stam
Ron Theodorus Stam známý i jako Ronnie Stam (* 18. června 1984, Breda, Nizozemsko) je bývalý nizozemský fotbalový obránce. Hrál na postu pravého beka. Mimo Nizozemsko působil na klubové úrovni v Anglii a Belgii.